# Стичано Скало (Гросето)
Стичано Скало (итал. Sticciano Scalo) је насеље у Италији у округу Гросето, региону Тоскана.
Према процени из 2011. у насељу је живело 670 становника. Насеље се налази на надморској висини од 52 м.